# Cáqueza
Cáqueza es un municipio colombiano del departamento de Cundinamarca, capital de la Provincia de Oriente, situado a 39 km al sur-oriente de Bogotá.

## Toponimia

### Origen lingüístico[3]
- Familia lingüística: Chibcha
- Lengua: Muysccubun

### Significado
El topónimo Cáqueza, en idioma muisca, significa «cercado o región sin bosque», según el historiador Joaquín Acosta Ortegón.
Cáqueza posiblemente pertenece a la lengua general Muisca y presenta los vocablos ca-ka "lugar, fortaleza, propiedad", quie-quye "madero, árbol, bosque", sa "ahora, actualmente", za "noche", "negación". Este vocablo representa el símbolo de la estrella del oriente y de igual manera la hora de madrugada; toda expresión acompañada del vocablo ca enuncia territorio sublimes asignados a grandes cacique.

### Origen / Motivación
Cáqueza es el nombre con el que se denomina a los pobladores de la región conocidos como gáquezas o cáquezas. Los habitantes originarios de estas tierras se llamaban Gaques.

## Historia

### Época precolombina
En la época precolombina, el territorio del actual municipio de Cáqueza estuvo habitado por los gúchipas, de la confederación muisca, descendientes del Cacique Ebaque (hoy Ubaque).

### Nuevo Reino de Granada
El pueblo de Cáqueza fue fundado por el cacique Lorenzo Gaque y por el oidor Luis Enríquez el 23 de octubre del año de 1600, formado por los indios de este y los poblamientos de Estaquecá, Ubatoque, La Cabuya, Tingavita, Tunque, Tuira, Quirasoca y Quebrada Honda. El 22 de noviembre de 1600 el oidor Luis Enríquez y el Fiscal Aller de Villagómez mandó juntar los indios para la correspondiente descripción, de la que resultaron 770 indios. El 1 de mayo de 1601, en Santafé, Luis Enríquez contrató con el albañil Hernando Arias la construcción de una iglesia en el nuevo poblado de Cáqueza. En 1607 Arias abandonó las obras y por auto del 11 de julio se encargó a sus fiadores Antonio Pérez y Luis Marqués su terminación. Esta iglesia fue reconstruida en 1736 siendo cura Fray Tomás de Paz; fue destruida por un terremoto el 12 de julio de 1785, el cura Ramón Eguiguren comenzó una que ya existía en 1892. A un lado del templo parroquial, reconstruido en 1924 a 1934, se ven las ruinas de la antigua derruida iglesia. No se conoce fecha de la erección en parroquia que pudo ocurrir a finales del siglo XVIII.
El camino de oriente que inicialmente se llamó de Chipaque y luego de Cáqueza recibió auxilio del presidente Juan de Borja 1605-1628, bajo cuya administración se construyó el Puente Real, sobre el río Cáqueza a la entrada del pueblo por Hernando de Rojas. El 7 de noviembre de 1743 según informe del Corregidor del Partido de Cáqueza, provocó la caída de la iglesia. En visita del oidor Joaquín de Arostegui y Escoto al pueblo de Cáqueza el 3 de febrero de 1759 se contaron 336 personas; era su cura doctrinero Fray Antonio Martín del Casal y Freiria. Aróstegui y Escoto, por auto del 6 de febrero de 1759 asignó a los indios una parcela de comunidad y con sus frutos fundó una casa hospital.

### SiglosXIXyXX
Por decreto de 6 de septiembre de 1810 de la Junta Suprema de Santafé le dio a Cáqueza la categoría de Villa, con derecho a escudo de armas y hacer demarcar su territorio por un geógrafo. En 1851 el cura José María Leiva hizo construir la Capilla del Humilladero, en el sitio del mismo nombre, al oriente del poblado. En el sitio de Cabuya de Cáqueza se libró combate entre las tropas del general Miguel de Roergas Serviez que fue la culminación de la angustia del ejército defensor del gobierno de las Provincias Unidas. Este sitio fue alcanzado por las tropas realistas al mando del capitán Antonio Gómez el 9 de mayo de 1816, rescatando la imagen de la Virgen de Chiquinquirá que había sido raptada por Serviéz a su paso por Chiquinquirá el 21 de abril anterior.
Destruida poco después en abril de 1885, el padre Ignacio María Gutiérrez puso la primera piedra para hacer otra en el mismo sitio, a la cual dio el nombre de Capilla de Santa Bárbara; no obstante sigue llamándose del Humilladero. Por ordenanza del 12 de octubre de 1848 de la Cámara Provincial de Bogotá concedió privilegio a Bernardo Briceño y Santiago Fortoul para abrir y explotar el camino de Cáqueza a Gramalote en territorio de San Martín.
El 27 de mayo de 1859 en el sitio de Quebrada Honda, entre Cáqueza y Fosca, fue muerto el guerrillero Carlos Muñoz, quien el 26 de septiembre de 1854, por orden del Coronel Anselmo Pineda había sobornado al destacamento de Cáqueza y se sublevó contra la dictadura de Melo. La pila de la plaza se puso en 1859, ordenada por acuerdo del Concejo.
Frente al km 36 de la carretera a Bogotá, abierta sobre la ruta del antiguo camino real, al lado izquierdo y en lo alto de una peña aparece grabada la Virgen de la Roca, devoción que fuera de caminantes y arrieros.
La artística y monumental iglesia fue construida por el párroco Ismael Téllez y consagrada el 8 de diciembre de 1936 por el arzobispo Juan Manuel González. El padre Téllez ejerció el cargo el 13 de febrero de 1920 al 15 de agosto de 1944, fecha de su muerte en Bogotá. En el sitio de la Cabuya de Cáqueza y el camino se hundió.

## Geografía
El municipio de Cáqueza se encuentra situado en el oriente del Departamento de Cundinamarca, sobre la Cordillera Oriental de Colombia, por donde fluye la cuenca del río Negro.
- Precipitación media es de 1150 mm.
- Temperatura mínima: 9 °C
- Temperatura media: 21 °C
- Temperatura máxima: 30 °C
- Extensión área urbana: 38 km²
- Extensión área rural: 82 km²

### Límites
| Noroeste: Chipaque                                                    | Norte: Ubaque | Nordeste: Fómeque (Río Negro)                                                                 |
| Oeste: Límite Chipaque - Une (Ruta Nacional 40: Bogotá-Villavicencio) |               | Este: Fómeque                                                                                 |
| Suroeste: Une                                                         | Sur: Fosca    | Sureste: Quetame (Río Negro y Ruta Nacional 40: Bogotá-Villavicencio Variante Puente Quetame) |

## Economía
Cáqueza basa su desarrollo económico en las actividades agropecuarias y de agricultura, aunque existe presencia de otras actividades comerciales que constituyen los sistemas productivos.
En cuanto a la producción agrícola, cuenta con un área de 950 ha en cultivos transitorios como arveja, cebolla bulbo, habichuela y maíz, en áreas de 20, 240, 60 y 550 ha y con producciones de 80, 3600, 900 y 1100 toneladas respectivamente, para el año 2005, según la Secretaría de Agricultura departamental.

## Movilidad
El municipio de Cáqueza está conectado por la Ruta Nacional 40 entre Bogotá (localidad de Usme) y Villavicencio. También desde la capital de la república (por la localidad de Santa Fe) por Choachí se conecta por la Perimetral de Oriente. 

## Sitios de interés

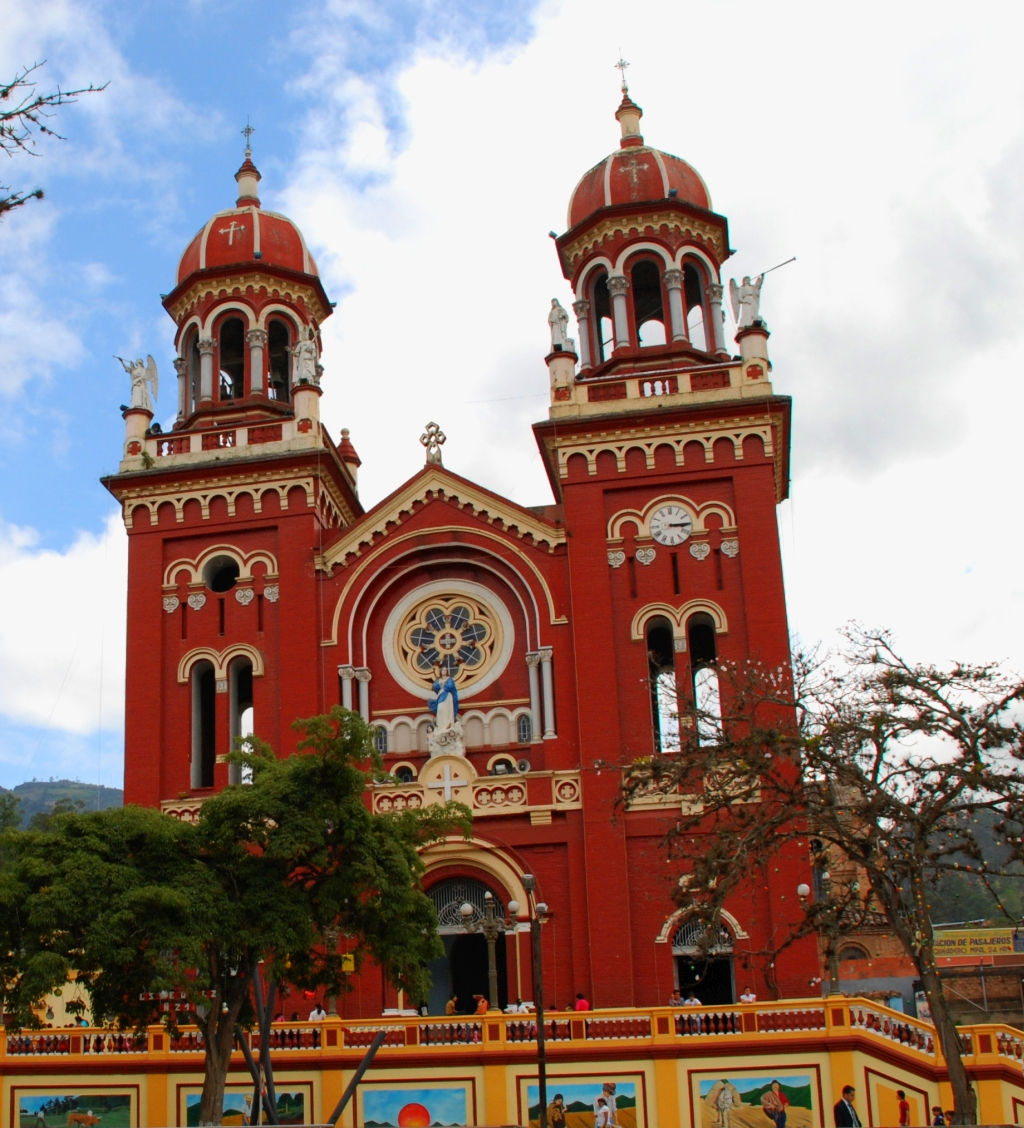
Basílica de la Inmaculada Concepción.

- Basílica Menor de la Inmaculada Concepción.[4]
- Cerro de Monruta.
- Cementerio Indígena.
- Capilla del Humilladero (Santa Bárbara o Capilla del Mirador).
- Zona comida típica - Parque Central.
- Piscinas (Municipal, Hatogrande, Hacienda la Matraca, Hotel El Parque, La Puerta del Llano)
- Piscina Natural Finca Eco-Turística los Lagos
- Glamping - Granja Tacuara
- Glamping - Villa Toscana
- Restaurante Café De Cáqueza Pa' Sumerce ( Ofrece un sitio agradable,con una atención única con un ambiente acogedor, y comida deliciosa)

## Gastronomía
- Piquete Caqueceño

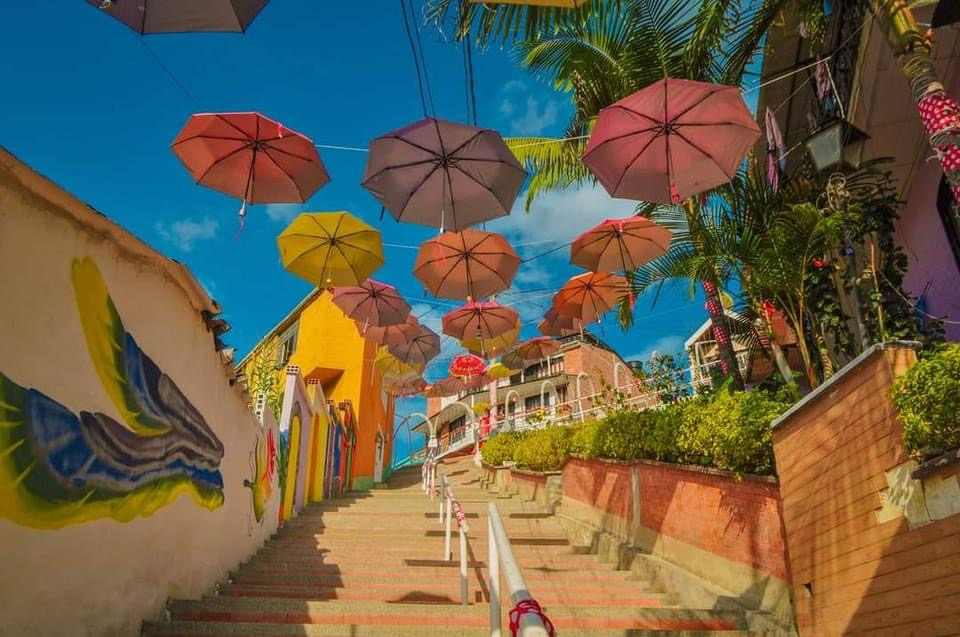
Sendero Pueblito Caqueceño

- Amasijos: Achiras de maíz, almojábanas, envueltos de maíz, arepas de sagú y maíz
- Papas con zurrapa
- Caldo de gallina
- Masato
- Arroz Tapado

## Instituciones de educación
- Institución Educativa Departamental Cáqueza (Urbana).
- Liceo Psicopedagógico Santo Domingo Savio (Urbana).
- IED Girón de Blancos (Rural).
- IED. Mercadillo I (Rural).
- IED. Rincón Grande (Rural).
- IED. Río Negro Sur (Rural).
- Colegio Santiago Gutiérrez (Urbana)